# Parti de la résurrection nationale
Le Parti de la résurrection nationale (en lituanien : Tautos prisikėlimo partija, TPP) est un parti politique lituanien de centre droit fondé en 2008 et dissous en 2011.

## Histoire

### Fondation et percée
Le TPP est fondé en avril 2008 par le producteur Arūnas Valinskas et réunit plusieurs personnalités du monde du divertissement. Valinskas affirme alors vouloir « mettre fin au cirque » que constituerait la vie politique lituanienne.
Lors des élections législatives des 12 et 26 novembre 2008, le Parti de la résurrection nationale remporte 15,1 % des voix, se classant deuxième en termes de suffrages exprimés, et 16 députés sur 141, devenant la troisième force du Seimas. Le parti se dit prêt à coopérer avec toutes les forces politiques sauf Ordre et justice (TT) et le Parti du travail (DP) qu'il juge populistes.

### Au pouvoir avec les partis de centre-droit
Finalement, il entre en coalition avec l'Union de la patrie - Chrétiens-démocrates lituaniens (TS-LKD), le Mouvement libéral de la République de Lituanie (LRLS) et l'Union centriste et libérale (LiCS). Arūnas Valinskas est élu président du Seimas et le TPP obtient les ministères de l'Environnement et de la Culture dans le gouvernement d'Andrius Kubilius.

### Le déclin
Lors des élections européennes du 7 juin 2009, huit mois après les législatives, le parti se contente de seulement 1 % des suffrages exprimés, se plaçant au dernier rang des forces politiques. Peu après, huit députés font défection et fondent le Parti chrétien (KP), ce qui divise par deux le groupe parlementaire du TPP et fragilise fortement la coalition au pouvoir. Le 15 septembre 2009,Valinskas démissionne de la présidence du Parlement, qui revient à Irena Degutienė (TS-LKD).
Finalement, devant l'échec du parti, celui-ci décide de dissoudre et rejoindre l'Union centriste et libérale le 22 septembre 2011.